# Enge jõgi
Enge jõgi är ett vattendrag i Estland. Det är 36,5 km långt och är ett sydligt vänsterbiflöde till Velise jõgi som via Vigala jõgi och Kasari jõgi mynnar i Matsalviken i Östersjön. Åns källa är sjön Kaisma järv i Põhja-Pärnumaa kommun i landskapet Pärnumaa. Den passerar gränsen till Märjamaa kommun i landskapet Raplamaa där den sammanflödar med den sydliga vänsterbifloden Naravere oja innan den slutligen mynnar i Velise jõgi.